# Głodówka-Hütte
Die Schronisko Górskie ZHP Głodówka Berghütte liegt auf einer Höhe von 1130 m n.p.m. in Polen am Fuß der Hohen Tatra auf der Alm Polana Głodówka an der Woiwodschaftsstraße 960. Das Gebiet gehört zur Gemeinde Bukowina Tatrzańska. 

## Geschichte
Die erste Hütte wurde 1930 von der Polnischen Akademie der Schönen Künste in Krakau errichtet. Sie wurde 1935 an den Polnischen Pfadfinderverband übergeben. Dieser baute die Hütte bis 1936 um. Bei der Eröffnung am 15. Oktober 1936 war der damalige polnische Präsident  Ignacy Mościcki anwesend. Nach einem Brand im Jahre 1938 wurde sie bis 1939 wieder aufgebaut. Die Neueröffnung wurde für den 1. September 1939 geplant. Aufgrund des deutschen Überfalls auf Polen fand der Termin nicht statt. In den 1980er Jahren wurde die Berghütte ausgebaut. Ein zweites Gebäude aus Holz wurde angefügt. In den Jahren 2005 bis 2006 wurde die Berghütte modernisiert. Sie ist weiterhin im Eigentum des Polnischen Pfadfinderverbands.

## Zugänge
Die Berghütte ist auf der Woiwodschaftsstraße 960 mit dem Pkw und Bus erreichbar.